# Motocyklowe Grand Prix Dohy
Motocyklowe Grand Prix Dohy – eliminacja Mistrzostw Świata Motocyklowych Mistrzostw Świata rozgrywana od 2021 roku w odpowiedzi na pandemię COVID-19.

## Lista zwycięzców
| Rok  | Moto3        | Moto2     | MotoGP           |
| ---- | ------------ | --------- | ---------------- |
| 2021 | Pedro Acosta | Sam Lowes | Fabio Quartararo |